# Filmoteca Española
La Filmoteca Española —inicialmente llamada Filmoteca Nacional— es una institución española cuyos objetivos son la recuperación, investigación y conservación del patrimonio cinematográfico español y su difusión. Depende del Instituto de la Cinematografía y de las Artes Audiovisuales (ICAA). 
La Filmoteca fue creada por Decreto de 13 de febrero de 1953, integrándose entonces en el Ministerio de Información y Turismo. En 1977 pasó al recién creado Ministerio de Cultura y en 1982 alcanzó su máximo grado de autonomía, cuando se transformó en un organismo autónomo. Ese mismo año, se renombró como «Filmoteca Española» y en 1985 perdió esta autonomía, pasando a integrarse en el nuevo Instituto de la Cinematografía y de las Artes Audiovisuales. Tiene su sede en el palacio del Marqués de Perales, mientras que la sala de proyecciones se encuentra el Cine Doré.

## Funciones
La Filmoteca Española, tiene como funciones:
- La recuperación, preservación, restauración, documentación y catalogación del patrimonio cinematográfico, así como de cualquier otro elemento relacionado con la práctica de la cinematografía.
- La salvaguardia y custodia del archivo de las películas y obras audiovisuales en cualquier soporte y en general de sus fondos cinematográficos, tanto de su propiedad como si proceden de depósito legal, depósitos voluntarios, donaciones, herencias o legados.
- La difusión mediante la organización de ciclos y sesiones o cualquier otra manifestación cinematográfica, sin fines de lucro, del patrimonio cinematográfico, la edición en cualquier soporte, y cuantas actividades se consideren oportunas para difundir la cultura cinematográfica.
- La realización y fomento de investigaciones y estudios, con una especial atención a la filmografía del cine español.
- La colaboración en sus actividades con las filmotecas establecidas en las Comunidades Autónomas y con las que se encuentran integradas en la Federación Internacional de Archivos Fílmicos (FIAF).
- La ayuda a la formación profesional en técnicas de documentación, conservación y restauración del patrimonio cinematográfico.

## Descripción
La colección de fondos fílmicos constituye el núcleo de la Filmoteca Española y su razón de ser. La Federación Internacional de Archivos Fílmicos (FIAF), de la que la Filmoteca Española forma parte desde 1956, otorga a estas instituciones el carácter de archivos históricos. Su peculiaridad estriba en que se trata, al mismo tiempo, de un archivo vivo, que se ocupa de recoger y preservar los documentos cinematográficos que se están produciendo actualmente, de garantizar su conservación y de facilitar su difusión con fines tanto de investigación como divulgativos. También investiga, recupera y restaura el patrimonio cinematográfico español.
La Filmoteca Española procesa y analiza los fondos fílmicos y los complementa con otros documentos -libros, revistas, carteles, fotografías, press-books, etcétera- que constituyen su biblioteca y archivo gráfico. Además, cuenta con una importante colección de registros sonoros, así como una interesante serie de objetos relacionados con la historia del cine y el pre-cine: cámaras, linternas mágicas, zootropos, daguerrotipos, ferrotipos, sombras chinescas, proyectores, material de laboratorio y otros aparatos que se extienden en el tiempo desde el siglo XVII hasta nuestros días.
- Su sala de exhibición es el cine Doré, situado en el número 3 de la calle de Santa Isabel, y obra de Críspulo Moro Cabeza de 1923. Fue rehabilitado para su uso por la Filmoteca entre 1982 y 1990 por el arquitecto Javier Feduchi Benlliure.

- La sede administrativa de la Filmoteca Española está ubicada en el antiguo Palacio del Marqués de Perales, del arquitecto Pedro de Ribera, en el número 10 de la cercana calle de la Magdalena.

- En 2014 se inauguró el Centro de Conservación y Restauración de Fondos Fílmicos de la Filmoteca en la Ciudad de la Imagen (Pozuelo de Alarcón).[7]

## Titulares

### Presidentes
En la actualidad, no existe la posición de presidente de la Filmoteca, aunque sí existió en el pasado.
Así, cabe destacar personalidades como Carlos Fernández Cuenca (que también fue director), presidente entre el 11 de diciembre de 1970 hasta su muerte en 1977 o Luis García Berlanga, presidente desde el 1 de enero de 1979 hasta el 31 de diciembre de 1982.

### Directores
Los directores que ha tenido la filmoteca española a lo largo de su historia son, por orden cronológico Archivado el 18 de marzo de 2018 en Wayback Machine.:
1. Carlos Fernández Cuenca. Director desde el 13 de febrero de 1953 hasta finales de 1970.
2. Florentino Soria. Director desde el 17 de noviembre de 1970 hasta el 23 de marzo de 1984.
3. Juan Antonio Pérez Millán. Director desde el 6 de junio de 1984 hasta el 5 de noviembre de 1986.
4. Miguel Marías. Director desde el 5 de noviembre de 1986 hasta el 22 de diciembre de 1988.
5. José María Prado. Director desde el 15 de julio de 1989 hasta 31 de marzo de 2016.
6. Ana María Gallego Torres. Directora desde el 28 de enero de 2017 hasta el 19 de junio de 2018.[8]
7. Josetxo Cerdán Los Arcos. Director desde el 3 de septiembre de 2018 hasta diciembre de 2022.[9]
8. Valeria Camporesi. Directora desde enero de 2023.[10]

## Salas de proyección
Han sido Sala de Proyección de Filmoteca Española los siguientes espacios
| Periodo                             | Sala de proyección                                          |
| Febrero a julio de 1963             | Salón de actos del Instituto Nacional de Previsión          |
| Noviembre de 1963 a junio de 1964   | Salón de actos del Instituto Nacional de Industria          |
| Noviembre de 1964 a junio de 1965   | Cine Barceló                                                |
| Noviembre de 1965 a junio de 1967   | Teatro Beatriz                                              |
| Enero a junio de 1971               | Auditorio del Ministerio de Información y Turismo           |
| Abril de 1972 a mayo de 1973        | Cine California                                             |
| Noviembre de 1973 a junio de 1974   | Cine Infantas                                               |
| Octubre de 1974 a junio de 1975     | Cine Dúplex                                                 |
| Noviembre de 1975 a enero de 1977   | Cine Covadonga                                              |
| Enero a junio de 1977               | Cine Covadonga Museo Español de Arte Contemporáneo          |
| Junio a agosto de 1977              | Centro cultural de la Villa de Madrid                       |
| Octubre de 1977 a junio de 1978     | Cine Covadonga Museo Español de Arte Contemporáneo          |
| Octubre de 1978 a noviembre de 1981 | Cine Príncipe Pío Museo Español de Arte Contemporáneo       |
| Noviembre de 1981 a febrero de 1982 | Círculo de Bellas Artes                                     |
| Febrero de 1982 a junio de 1984     | Círculo de Bellas Artes Museo Español de Arte Contemporáneo |
| Marzo de 1985 a febrero de 1989     | Sala Torre de Madrid 1 Centro de Arte Reina Sofía           |
| Marzo de 1989 hasta hoy             | Cine Doré                                                   |